# P/2012 NJ (La Sagra)
P/2012 NJ (La Sagra) — одна з короткоперіодичних комет типу комети Галлея. Ця комета була відкрита 13 липня 2012 року; вона мала 14.6m на час відкриття.